# Alcôve
Cet article concerne un endroit dans une salle. Pour le hameau canadien, voir Alcove.

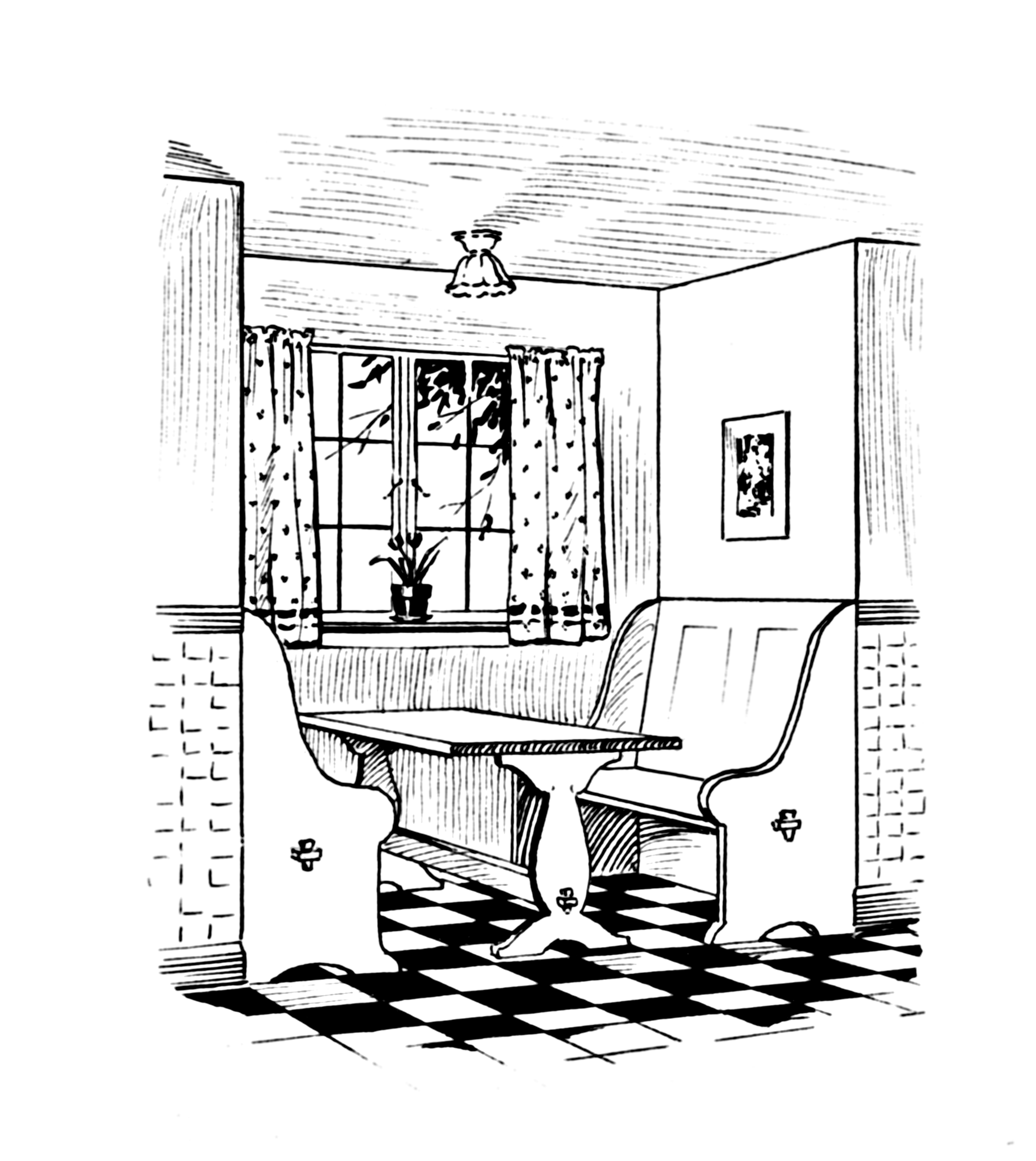
Alcôve de salon

Une alcôve est un renfoncement plus ou moins grand aménagé dans un mur pour un usage particulier, notamment le placement de la tête d'un lit ou d'un placard avec portes coulissantes ou rideaux. Ce sens est encore fréquemment utilisé de nos jours dans l'aménagement d'une chambre à coucher. En littérature et dans la société, le mot désignait dans la seconde moitié du  XVIIe siècle le lieu où se tenait un salon ou un salon littéraire, tout comme le mot « ruelle ».

## Définitions et étymologie
«  ALCOVE. s. m. & f. mais plus ordinairement féminin. Endroit dans une chambre séparé du reste
où l'on place d'ordinaire le lit. Alcôve doré. Belle alcôve. »
— 1694,  Dictionnaire de l'Académie française 

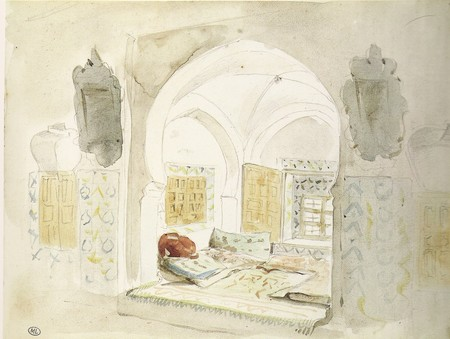
Alcôve mauresque, croquis (1832), Eugène Delacroix.

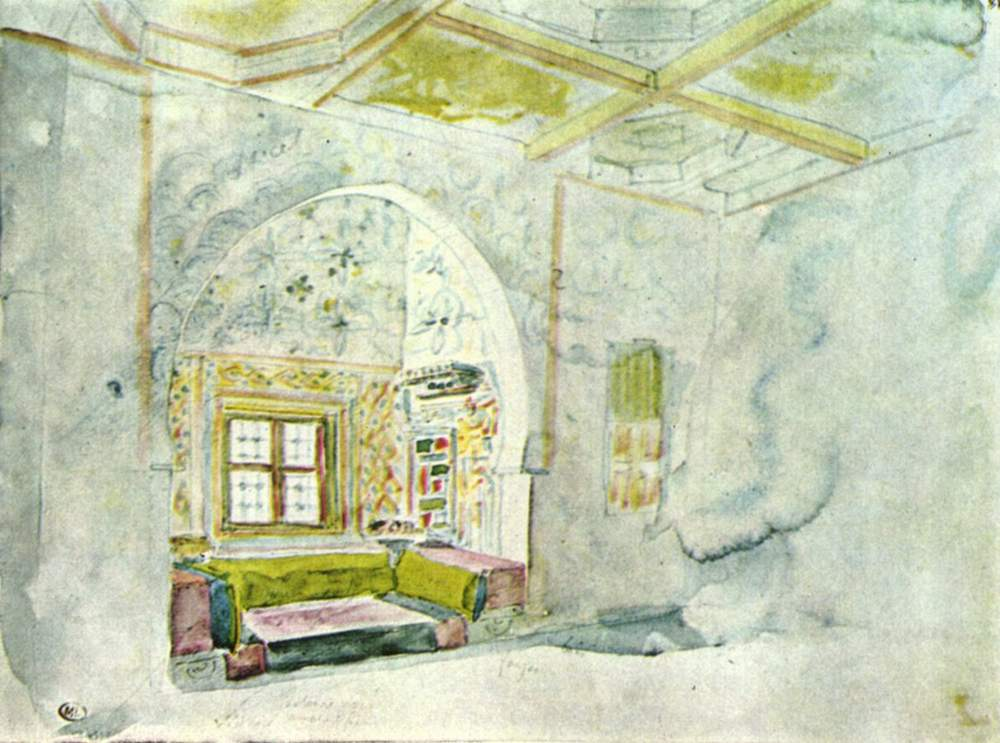
Delacroix, Alcôve dans le palais des sultans de Meknes

- « L'alcôve est la partie d'une chambre qui est séparée par une estrade et quelques colonnes ou ornements d'architecture, où on place d'ordinaire le lit ou des sièges pour recevoir une compagnie. Le mot est venu de l'espagnol Alcoba, et les Espagnols l'ont pris de l'arabe Elkauf ». (Furetière) Alcoba signifie une chambre à coucher, un cabinet, une chambre accompagnée d'un salon, et le mot espagnol vient du mot arabe al-cobba, al-qubba  القبة qui signifie un dôme, une coupole, une voûte, une petite chambre contiguë ou de al-kauf, désignant une niche pour dormir[1] en hébreu kubbah קבה, tente ronde et voûtée, pavillon[2],[3].

- Dans la langue française, le mot « alcôve » apparaît tardivement[4]. Furetière l'emploie dans Le Roman bourgeois : ouvrage comique (1666[5]). La Fontaine qualifie aussi bien le mot que le concept d'« invention moderne » (Psyché, 1669[6]). Le lemme figure dans l'édition originale du Dictionnaire françois (1680) de Richelet[7],[8].
- « C'est, dans une chambre à coucher, la partie où est placé le lit, quelquefois avec de menus meubles dont on peut avoir besoin. Deux petits cabinets sont souvent placés aux deux côtés de l'alcôve ; dans tous les cas, une décoration particulière, soit en menuiserie, soit en étoffe, fait de l'alcôve une partie distincte du reste de la chambre à coucher. On a aussi fermé les alcôves par de grandes portes qui ne restent ouvertes que la nuit; on a renoncé à cette disposition, qui est malsaine, le lit et les vêtements de nuit ayant besoin d'être aérés. Autrefois, dans les appartements des princes, les alcôves étaient assez grandes pour qu'on put y admettre et y faire asseoir quelques personnes de la plus parfaite intimité »[9].
- Scarron et Milon l'employèrent au masculin, Boileau et Ménage, au féminin. Richelet en 1680, et l'Académie française en 1694, dans leurs dictionnaires, ne se décidèrent pour aucun de ces deux genres[10]. L'usage a fait prévaloir le féminin[11].

## Aménagement
L'alcôve était une ruelle encadrée : le balustre était conservé, et la devanture avait de chaque côté une porte pour conduire dans l'espace appelé plus anciennement la ruelle. « Les riches hôtels de Paris conservèrent jusqu'au dernier siècle, dans les grands appartements, la chambre de parade avec le lit antique, les ruelles et le balustre. »

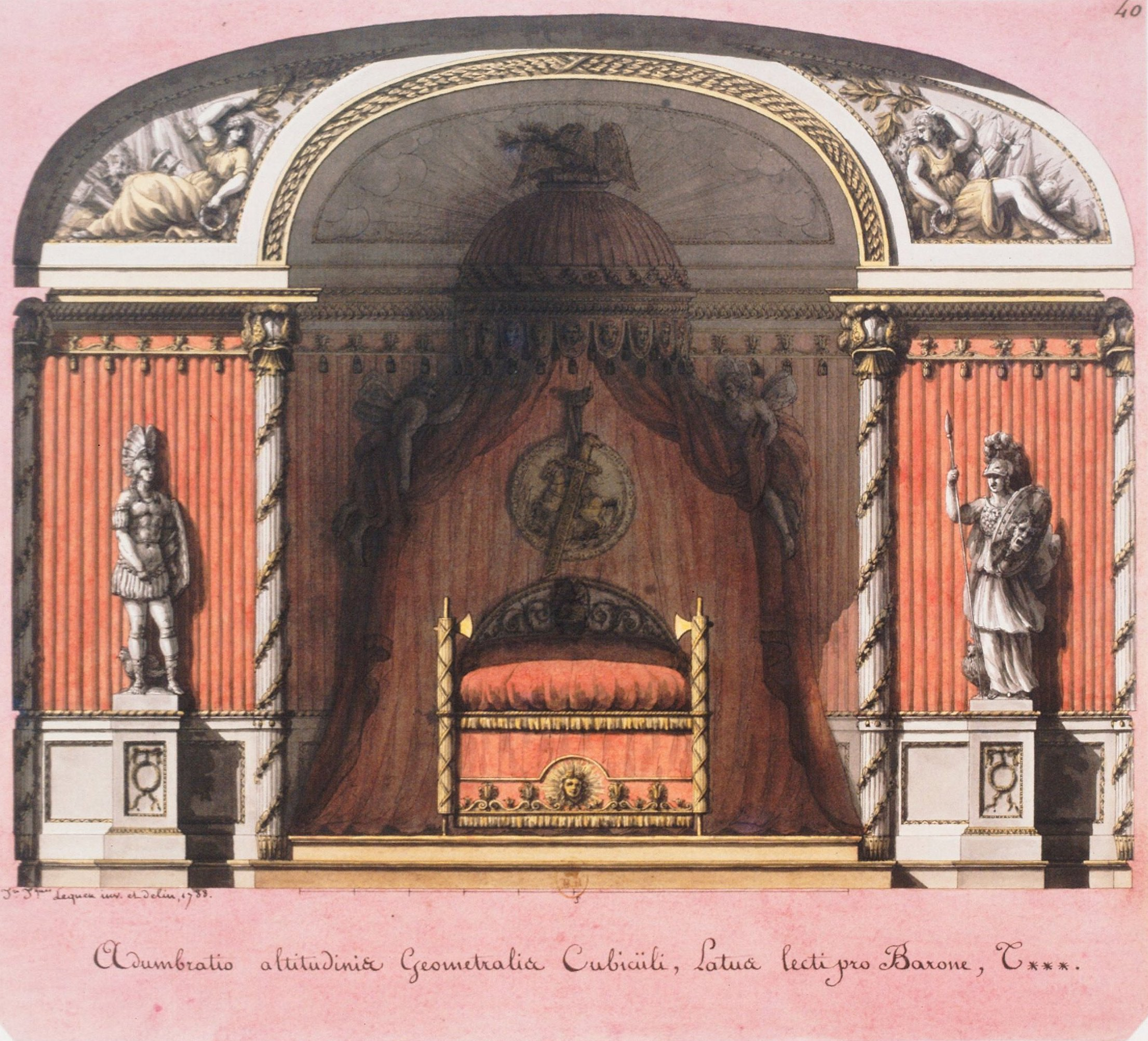
Adumbratio altitudinae geometralia : Élévation de l'alcôve antique pour le baron T***, dessin de Jean-Jacques Lequeu sur vélin, 1788.

- L'aménagement de la chambre était meilleur avec une alcôve qui tenait plus au chaud, l'ameublement de la chambre à coucher « plus facile et plus gracieux » avec une alcôve séparant le lit de la chambre. Des deux côtés de l'alcôve, il y avait une porte et une allée de communication avec les garde-robes (Laugier, 1753)[12].

« Dans le réduit obscur d'une alcôve enfoncée :
 
S'élève un lit de plume à grands frais amassée. 

Quatre rideaux pompeux, par un double contour,

En défendent l'entrée à la clarté du jour. 

Là, parmi les douceurs d'un tranquille silence, 

Règne sur le duvet une heureuse indolence. 

C'est là que le prélat, muni d'un déjeuner, 

Dormant d'un léger somme, attendait le dîner. »

— Boileau.

## Alcôves et Ruelles
« Alcôves et Ruelles » symbolisent aussi un courant littéraire, la préciosité, et les salons littéraires tenus en ces lieux, représentés par Madeleine de Scudéry et Madame de Lafayette.

### Ruelles

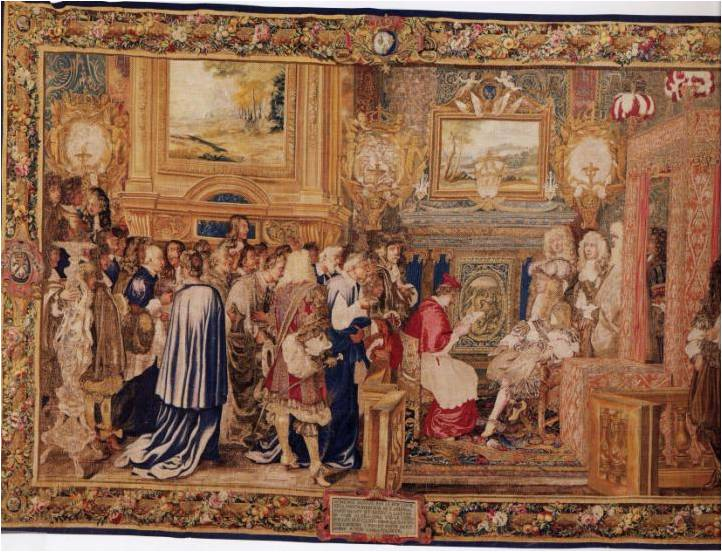
Tapisserie (1672) d'après un carton de Charles Le Brun dans laquelle figure la ruelle de la chambre du roi à Fontainebleau en 1664.

- L'espace qui restait libre de chaque côté d'un lit, jusqu'au mur de côté, s'appelait aux XVIe et XVIIe siècles la ruelle, quelle qu'en fût la largeur : c'est ainsi que, dans les ordonnances du palais de Louis XIV et de Louis XV, s'appelaient les deux côtés du lit ; c'est ainsi que cet espace s'appelait du temps de Henri IV, qui jouait de son lit avec ses courtisans dans la ruelle à droite, et donnait des audiences dans la ruelle à gauche. La Place Royale était le quartier des belles ruelles. Les salons littéraires et salons précieux s'y tenaient.

- Le nom de ruelle paraît avoir été abandonné, à une époque difficile à préciser, et fut remplacé par celui d'alcôve : la « ruelle » élégante et recherchée qui réunissait quelquefois jusqu'à cinquante personnes devint l'« alcôve » et le « réduit ».

- Le calendrier des ruelles était le calendrier de rendez-vous des salons littéraires. On attribuait cet usage à Mlle de Scudéry[14].
- La Précieuse ou le Mystère de la Ruelle est un livre écrit par l'Abbé Michel de Pure en 1656.

### «L'alcôve des Précieuses»
- Expression employée au XVIIe siècle pour désigner de la partie de la chambre où certaines femmes de qualité (les Précieuses) tenaient salon : « Sauval dit que les dames de son temps s'attribuaient l'invention des alcôves, sortes de petites chambres insérées dans une plus grande, où se trouvait placé le lit. L'alcôve enfoncée formait un réduit obscur, dont on aimait le demi-jour ; le lit s'y trouvait exhaussé sur une estrade qui occupait toute cette partie de la chambre. On en faisait un « réduit plus distingué et plus paré, afin d'y recevoir les gens apparents », et on le couvrait de grands tapis de Turquie… Il a une alcôve, tapisserie de haute lice. Il reçoit les dames dans sa chambre à onze heures du soir, lorsqu'il est couché. La garniture de la chambre était composée, outre le lit, de douze ou dix-huit sièges. « Les sièges sont des fauteuils qui ont un dossier et des bras, des chaises qui n'ont qu'un dossier, des placets et des tabourets qui n'ont ni l'un ni l'autre. » (Furetière) On avoit encore les sièges pliants, ou simplement espliants, sur lesquels, munis d'un dos, mais alors sous le nom de perroquets, on s'asseyait à table. C'était une grave question que celle des sièges. Les fauteuils, dont les courtisans autrefois se faisaient gloire de confondre le nom avec celui des chaises, étaient l'objet de mainte dispute de préséance. »— Antoine Baudeau de Somaize, Le Dictionnaire des précieuses, 1856[15]

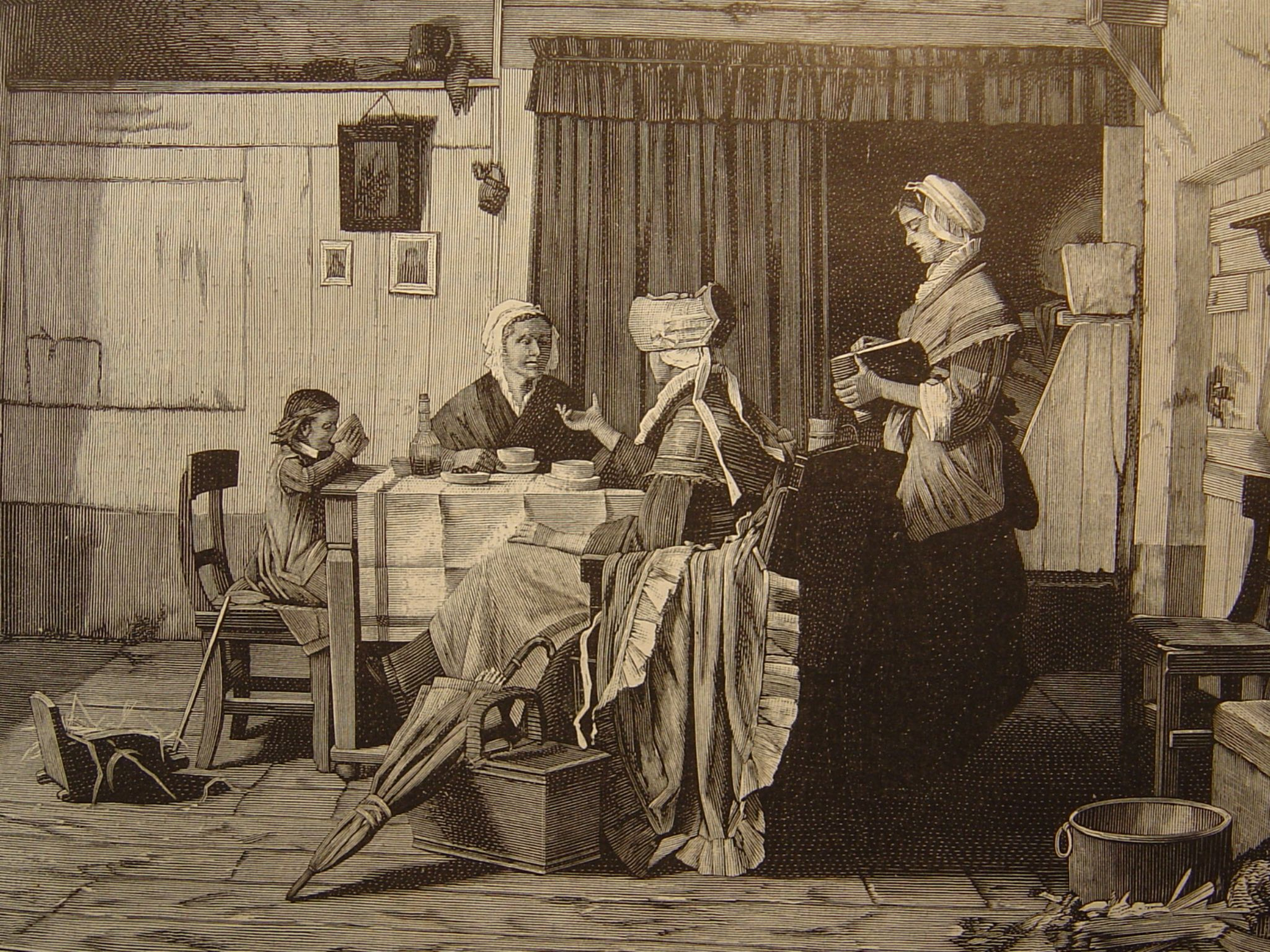
Alcôve aménagée en lit-clos
L'Illustration européenne 1881
Victor Ravet.

Dans ces alcôves, on causait, on échangeait des nouvelles, on rapportait quelque commérage de la cour, on chantait des chansons et on se divertissait. On discutait surtout de questions littéraires, telle la bonne prononciation des mots ou l'emploi de termes, on créait des expressions nouvelles. On lisait des lettres, on apprenait à faire des « billets » et des récits.
- Les habitués des alcôves prirent le nom d'alcôvistes : « Mais, outre ces profès en l'art des précieuses et ces jeunes initiés, on rencontrait encore chez chaque femme un individu qui, revêtu du titre singulier d’alcôviste, était son chevalier servant, l'aidait à faire les honneurs de sa maison et à diriger la conversation. De graves dissertations sur des questions frivoles, de pénibles recherches pour trouver le mot d'une énigme, de la métaphysique sur l'amour, des subtilités de sentiments, et tout cela discuté avec une recherche exagérée de tours et un raffinement puéril d'expressions, tels étaient les sujets dont s'occupait cet aréopage hermaphrodite[17]... »

### L'hôtel de Rambouillet

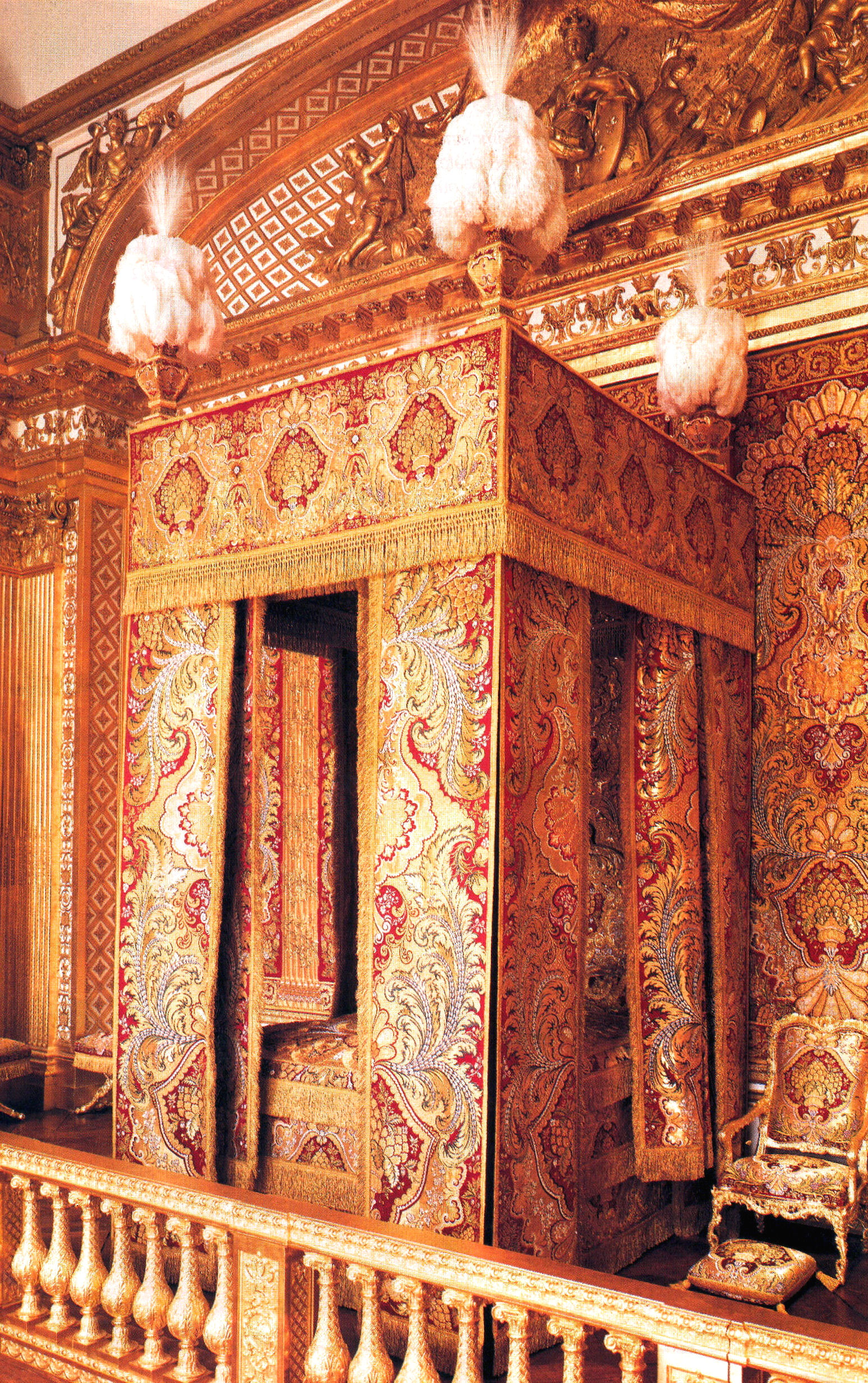
Chambre du roi Louis XIV, France, Château de Versailles, avec balustre et alcôve

- Charles Athanase Walckenaer, dans ses Mémoires sur Mme de Sévigné , a fait une description de l'alcôve où se réunissait la société littéraire de l'Hôtel de Rambouillet :

«  Un grand paravent, tiré entre la porte et la cheminée, formait dans la chambre même une chambre intérieure [...] et à travers les colonnes dorées de cette alcôve, sous sa voûte ornée d'ingénieuses allégories sur l'hymen, l'amour, le sommeil et l'étude, on eût aperçu une troupe folâtre de jeunes femmes et de jeunes gens, qui, par la quantité de plumes et de rubans dont ils étaient chargés, ressemblaient à un parterre de fleurs, dont les couleurs vives et varièes éclataient dans l'ombre. [...] Douze autres jeunes seigneurs étaient aussi moitiè assis, moitiè couchés sur leurs manteaux, dont les étoffes de soie, d'or et d'argent brillaient sur le tapis, ou flottaient sur les pieds des dames.[...] Toutes les dames tenaient une petite badine, que quelques-unes s'amusaient à faire tourner entre leurs doigts.[...] Sur le devant de l'alcôve et en avant des colonnes étaient assis sur des chaises et sur des placets, sortes de tabourets bas et larges, des personnages que leurs habillements plus modestes faisaient reconnaître à l'instant pour des hommes de lettres ou des ecclésiastiques.  »

## Divers
- Jean Marot et Jean Le Pautre ont publié plusieurs recueils de dessins d'alcôves, inventés et gravés par eux.
- « Dans l’alcôve sombre » et « Une alcôve au soleil levant » sont deux poèmes de Victor Hugo.
- « Alcôves et Ruelles par M. Grandin de Champignolles » est le titre d'une supercherie littéraire des Frères Goncourt[18].
- Secrets d'alcôve  est un film français à sketches de Jean Delannoy, Henri Decoin, Gianni Franciolini et Ralph Habib sorti en 1954.

## En Chine et au Japon
- En Chine : alcôve chauffée par un fourneau.

«  Dans les provinces du nord on fait en briques des alcôves de différentes grandeurs, suivant le nombre des personnes qui composent une famille. À côté est un petit fourneau où l'on met du charbon, dont la chaleur se répand dans toute la maison, par des tuyaux qui portent la fumée jusqu'au-dessus du toit. Chez les personnes de distinction le fourneau est pratiqué dans le mur, et s'allume par dehors. Par ce moyen la chaleur se communique si parfaitement au lit, et à toutes les parties d'une maison, qu'on n'a pas besoin de lits de plume comme en Europe. Ceux qui craignent de coucher immédiatement sur la brique chaude, suspendent au-dessus une sorte de hamac fait de cordes ou de rotang  »
— Jean-François de La Harpe
- Au Japon : le Tokonoma